# Меламори Блимм
Меламо́ри Блимм — персонаж фэнтези-сериала «Лабиринты Ехо» авторства Макса Фрая. Член Малого тайного сыскного войска Ехо, «Мастер Преследования Затаившихся и Бегущих». Способна найти любого человека, «встав на его след», причём тот, на чей след встаёт мастер преследования, впадает в депрессию или испытывает иные проблемы со здоровьем вплоть до того момента, пока мастер преследования не сойдёт со следа.
Родственники приближены к Ордену Семилистника. Её дядя Кима — хранитель винных погребов Иафаха, главной резиденции Ордена. Родители — леди Атисса и сэр Корва Блимм.
Не замужем и менять своё семейное положение не собирается, поскольку это не вяжется с её характером — свободолюбивым и упрямым. Ещё в начале серии влюбляется в сэра Макса (взаимно), однако волею судьбы они оказываются разлучёнными на довольно продолжительное время. Частично стремясь избавиться от этой привязанности, а частично пытаясь доказать себе, что ей хватит смелости полностью перевернуть свою жизнь, отправившись на другой конец света, Меламори уплывает на другой континент — Арварох с тамошним уроженцем Алотхо Аллирохом. Однако вскоре она возвращается в Ехо, причём при довольно странных обстоятельствах. К этому моменту и сэр Макс и леди Меламори осознают, что уже давно не являются теми людьми, которые несколько лет назад были вынуждены оборвать свой роман под давлением обстоятельств, но в то же время продолжают любить друг друга. Это даёт им право наконец возобновить отношения, и в течение всех последующих книг серии Меламори является (хоть это сравнительно мало акцентируется) девушкой Макса.
Упоминается, что леди Меламори, несмотря на довольно хрупкое телосложение, обладает незаурядной для женщины физической силой и большой ловкостью. Судя по всему, ей около 140—150 лет, хотя точно сказать не представляется возможным.
В повести «Волонтёры Вечности» есть описание её внешности:
…леди Меламори — мой бредовый, несбывшийся, но головокружительный роман, — кажется, она немного походила на английскую актрису Диану Ригг…
Неоднократно подчёркивается женственность её облика и серые глаза.
Дарья Маркина считает Меламори «наблюдателем, пусть весьма эмоциональным».
Н. В. Лаврентьева исследует неоднократное сравнение Меламори с птицей и трансформацию этого образа: «История Меламори Блимм продолжает традиции русской классической литературы: мучительный поиск себя, выбор между стремительным полётом и гнездом».